# 베로니카의 이중 생활
《베로니카의 이중 생활》(프랑스어: La double vie de Veronique, 폴란드어: Podwójne życie Weroniki, 영어: The Double Life of Veronique)은 1991년 개봉한 프랑스, 폴란드, 노르웨이의 드라마 영화이다. 크쥐시토프 키에슬로프스키가 감독과 각본을 맡았다. 에큐메니컬상, FIPRESCI 수상작이다. 이렌 자코브는 1인 2역을 맡아 베로니카 역과 베로니크 역을 연기했으며, 이를 통해 제44회 칸 영화제에서 여자연기자상을 수상하기도 했다.

## 줄거리
영화는 1968년, 폴란드와 프랑스에서 각각 겨울 별과 봄의 새 잎을 보는 두 소녀의 모습으로 시작된다. 1990년, 폴란드의 젊은 여성 베로니카는 야외 합창 공연 중 갑작스러운 비로 공연이 중단된다. 남자친구와 밤을 보낸 후, 아픈 이모를 만나기 위해 크라쿠프로 떠나는 그녀는 세상에 혼자가 아닌 것 같다는 이상한 느낌을 아버지에게 털어놓는다. 크라쿠프에 도착한 베로니카는 지역 합창단에 들어가 오디션을 성공적으로 통과한다. 어느 날, 광장을 걷던 중 자신과 똑같이 생긴 프랑스인 관광객을 발견하고, 그녀가 버스에 타 사진을 찍는 모습을 지켜본다. 합창단 공연 중 솔로 파트를 부르던 베로니카는 심장마비로 사망한다.
같은 날, 프랑스 클레르몽페랑에서 베로니카와 똑같이 생긴 베로니크는 남자친구와 관계 후 슬픔에 잠기고, 합창단을 그만두겠다고 음악 선생님에게 말한다. 학교에서 마리오네트 공연을 관람한 후, 학생들과 18세기 작곡가 반 덴 부덴마이어의 곡을 연주한다. 우연히 길에서 마리오네트 인형극 연출가를 만나고, 이후 베로니크는 반 덴 부덴마이어의 음악이 들리는 알 수 없는 전화를 받는다. 아버지를 찾아간 베로니크는 알지 못하는 누군가를 사랑하고 있으며, 인생에서 누군가를 잃은 것 같다고 고백한다.
집으로 돌아온 베로니크는 신발 끈이 담긴 소포를 받는다. 그녀는 마리오네트 인형극 연출가가 알렉상드르 파브리라는 사실을 알게 되고, 그의 책을 읽는다. 이후 아버지로부터 타이프라이터 소리, 기차역 소리, 그리고 반 덴 부덴마이어의 음악 일부가 담긴 카세트테이프가 담긴 소포를 받는다. 봉투에 찍힌 우표를 따라 파리 생 라자르 역에 간 베로니크는 카페에서 알렉상드르를 만난다. 알렉상드르는 그녀가 자신에게 오는지 확인하기 위해 소포를 보냈다고 고백한다. 화가 난 베로니크는 호텔에 들어가고, 알렉상드르는 그녀에게 사과한다. 서로의 감정을 확인한 그들은 함께 잠든다.
다음 날 아침, 베로니크는 자신의 삶에서 "두 곳에 동시에 있는 것 같다"는 느낌을 받았으며, 누군가가 자신의 삶을 인도해 온다고 믿는다고 알렉상드르에게 말한다. 그녀는 최근 폴란드 여행 사진들을 보여주고, 알렉상드르는 사진 속 여성이 베로니크와 똑같다고 하지만, 그녀는 자신이 아니라고 말한다. 베로니크는 감정이 북받쳐 울음을 터뜨리고, 알렉상드르는 그녀를 위로한다. 베로니카의 운명이 베로니크가 노래를 그만두고 비슷한 운명을 피하도록 영향을 미친 것으로 보인다.
나중에 베로니크는 알렉상드르의 아파트를 방문하여 자신을 닮은 마리오네트 인형을 발견한다. 알렉상드르는 인형이 손상될 경우를 대비하여 여분의 인형이 필요하다고 설명한다. 그는 복제 인형을 테이블 위에 둔 채 인형을 조종하는 방법을 보여준다. 알렉상드르는 서로 다른 도시에서 같은 날 태어난 두 여성의 신비로운 연결에 대한 새로운 책을 읽어준다. 그날 저녁, 베로니크는 아버지의 집을 방문해 낡은 나무를 만진다. 집 안에 있던 아버지는 그녀의 존재를 감지하는 듯하다.

## 출연

### 주연
- 이렌 자코브
- 필립 볼터
- 샌드린 듀마스

### 조연
- 핼리너 그리그라스제브스카
- 칼리나 제드러식
- 알렉산더 바르디니
- 블라디스로브 코발스키
- 제르지 구데코

## 기타
- 프로듀서: 리스자드 추코브스키
- 미술: 핼리너 도브로우올스카
- 의상: 로렌스 브릭넌

## 같이 보기
- 도펠겡어